# Баті
Баті (Бату) (сер. IV ст.) — 4-й вождь жужанів.

## Життєпис
Син Тунугуя. Відомостей про нього обмаль. Спадкував владу після смерті батька. Продовжив політику попередника щодо визнання зверхності держави Дай та імператорів Ранньої Янь, яким сплачував данину шкірами та хутром.
Йому спадкував син Дісуюань.